# Lenna Kuurmaa
Pour les articles homonymes, voir Lenna (homonymie).
Lenna Kuurma, née le 26 septembre 1985 à Tallinn (Estonie), est chanteuse, guitariste, actrice et membre du groupe Vanilla Ninja.

## Biographie
Lenna Kuurmaa poursuit ses études secondaires au Lycée allemand (Deutsches Gymnasium) de Tallinn, où elle se lie d’amitié avec Maarja Kivi. Elle apprend à jouer du violon et de la guitare.
Sa véritable passion est le chant, qui l’intéresse depuis son plus jeune âge, elle participe au concours Fizz Superstar 2002 (version estonienne de Pop Idol). C’est ainsi qu’elle est repérée par Sven Lõhmus et participe à la création de Vanilla Ninja, où elle partage avec Maarja Kivi le rôle de voix principale, même si cette dernière est mise en avant. Elle joue dans les comédies musicales Anna et le roi (The King and I) et La mélodie du bonheur (The Sound of Music).
Avec le départ de Maarja Kivi, Lenna Kuurma s’impose comme la principale chanteuse du groupe, à côté de Piret Järvis.
L’année 2006 a vu un recentrage sur cette activité avec le développement de projets en dehors de Vanilla Ninja. En décembre, elle participe à une tournée de gospel dite Valge Gospel (Gospel blanc, de la couleur portée par le chœur et les solistes), diffusée le 24 décembre 2006 sur TV3. Lenna Kuurmaa était alors en concurrence avec elle-même, car elle participait aussi à l’émission du soir de Noël de ETV. Elle retrouve aussi la comédie musicale en jouant le rôle de Patty Peppermint (en alternance avec Dagmar Maë) dans Snoopy!!!, d’après les personnages de Charles M. Schulz, représentée à Tallinn du 29 décembre 2006 au 6 avril 2007, avec une tournée de février à mai 2007.
Lenna Kuurmaa est très populaire en Estonie. Elle a été contactée par MTV (Estonie) pour promouvoir, avec d’autres personnalités estoniennes, l’usage du préservatif dans le cadre la campagne "Staying Alive" menée par les chaînes du groupe MTV. En octobre 2006, elle faisait partie des chanteurs qui se sont produits devant la reine Élisabeth II et son époux, le prince Philippe, lors de leur voyage en Estonie (19-20 octobre 2006).
Elle a commencé une carrière d’actrice en jouant le rôle de Maya dans le film Kuhu põgenavad hinged (Où vont les âmes ?), actuellement[Quand ?] en cours de production.
La popularité de Lenna Kuurmaa a pu être mesurée à l’occasion du Aastahitt 2006 (Hits 2006) organisé par Raadio 2. Les auditeurs devaient voter pour la meilleure chanson estonienne, la meilleure chanson étrangère et les meilleurs artistes. Ces derniers formeraient alors un groupe éphémère, le Unistuste Bänd (le groupe de rêve), afin d’interpréter une reprise de la meilleure chanson étrangère lors de la cérémonie de remise des récompenses, retransmise par ETV le 3 janvier 2007. Le groupe, composé de Lenna Kuurmaa (chant), Raul Vaigla (basse), Elmar Liitmaa (guitare), Tomi Rahula (claviers), Kallervo Karu (batterie), DJ Critikal (platines), a interprété SexyBack, de Justin Timberlake.
Elle reprend, sur le plateau de Eesti otsib supertstaari (Nouvelle star estonienne), avec Elina Born : Imagine de John Lennon.

## Concours Eurovision de la chanson
Lenna a participé à la finale nationale au Concours Eurovision de la chanson.
- En 2003, Lenna participa à l'Eurolaul (sélection estonienne pour l'Eurovision) avec son groupe Vanilla Ninja. Elles interprétèrent Club Kung-Fu. Le groupe finit dernier, 10e, avec 32 points.
- En 2005, Vanilla Ninja représenta la Suisse au Concours Eurovision de la chanson 2005 à Kiev en Ukraine, avec la chanson Cool Vibes. Elles réussirent à se qualifier en finale avec 114 points, 8e. Arrivées en finale, elles terminèrent 8e avec 128 points.
- En 2007, Vanilla Ninja se représenta à l'Eurolaul 2007 (sélection estonienne pour l'Eurovision) avec la chanson Birds of Peace. Cette fois, elles terminèrent 4e avec 7552 points.
- En 2010, Lenna participa seule à l'Eesti Laul 2010 (sélection nationale estonienne pour l'Eurovision) avec la chanson Rapunzel. Elle termina 1re au premier tour et lors de la superfinale (second tour de la finale où passent les 2 premiers du premier tour) elle fut battue de peu par Siren de Malcolm Lincoln qui fut choisi pour représenter l'Estonie au Concours Eurovision de la chanson 2010 mais échoua en demi-finale.
- En 2012, elle participa à l'Eesti Laul 2012 (sélection nationale estonienne pour l'Eurovision) avec Mina Jään, chanson qui cartonna dans les charts estoniens juste après sa sortie. Elle termina première de sa demi-finale et seconde lors du premier tour et de la superfinale, Ott Lepland fut choisi pour représenter l'Estonie au Concours Eurovision de la chanson 2012 avec Kuula.
- En 2014, elle participera à l'Eesti Laul 2014 avec Supernoova.

## Filmographie
Elle joue Maya dans le film de Rainer Sarnet : "Kuhu põgenevad hinged".

Elle interprète aussi Angela dans la série "Kodu keset linna" diffusé sur la chaîne estonienne TV3.

Elle joue dans le film d'Aku Louhimiesi : "Vuosaari" qui est sorti en 2012.

## Discographie

### Albums
- Lenna (2010)
- Teine (2013)

### Singles
- "Saatus naerdes homse toob"
- "Rapunzel" (Eesti Laul 2010, elle est arrivée 2e), 1re des charts estoniens.
- "Sellel ööl" (Violina feat. Lenna Kuurmaa), 20e des charts estoniens.
- "Musta pori näkku" (Lenna Kuurmaa & Mihkel Raud)
- "Kogu tõde jüriööst"
- "Mida sa teed"
- "Õnnelaul"
- "Hüvasti, Maa"
- "Vana Klaver"
- "Naked Harbour" (pour le film Vuosaari, où elle joue)
- "Mina jään" (Eesti Laul 2012, elle est arrivée 2e), 1re des charts estoniens.
- "Sinule"
- "Seal, kus jäljed kaovad maast", 14e des charts estoniens.
- " Supernoova" (Eesti Laul 2014)

### Autres chansons
- "Saatus naerdes homse toob/Think idly"
- "Loomeinimesed"
- "Like a kid"
- "Mine tee tööd"
- "Vara" (avec Slide-Fifty)
- "Rada" (avec Mikk Saar)
- "Sellel ööl" (avec Violina)
- "Sinuni" (avec Ott Lepland)
- "Waterlow" (repris en estonien avec Tanel Padar)
- "Vikerkaar"(avec Tanel Padar)
- "Kallim Kullast (avec Koit Toome)
- "Need ei vaata tagasi"
- "Eesti, Eesti, Eesti"
- "Falling Star"
- "Everyday Is Like Sunday" (Mihkel Raud)